# Rafaelia pelenguensis
Rafaelia pelenguensis är en tvåvingeart som beskrevs av Guilherme A.M.Lopes 1988. Rafaelia pelenguensis ingår i släktet Rafaelia och familjen köttflugor. Inga underarter finns listade i Catalogue of Life.